# むつ小川原港
むつ小川原港（むつおがわらこう）は、青森県の太平洋側の上北郡六ヶ所村にある港湾。港湾管理者は青森県。港湾法上の重要港湾、港則法上の特定港に指定されている。

## 概要
高度経済成長期の1969年(昭和44年)に策定された新全国総合開発計画に伴うむつ小川原開発の中核港として建設が進められた港湾である。1977年(昭和51年)に港湾計画が国の認可を通過し、1978年(昭和52年)に国家プロジェクトとして港湾造成事業が始まり重要港湾に指定された。その後、オイルショックや産業構造の転換、経済状況の変化により事業の見直しや縮小を経て、2001年(平成13年)に国直轄事業としての事業は終了し、その資産は「むつ小川原開発株式会社」から新会社の「新むつ小川原株式会社」に引き継がれた。むつ小川原港の事業費は1977年から2001年の25年間で約850億円が捻出された。

## 施設
公共埠頭は、1983年(昭和58年)に一部供用が開始され、2009年現在は全9バースがある。外港に一点係留ブイバースが1バースあり、受け入れ可能な最大船舶トン数は300,000トン、最大水深は27mである。また、総延長1150mの岸壁が5バースあり、最大5000tの船舶に対応した岸壁がある。水深はそれぞれ-14m・-10m・-5.5m(2ヵ所)・-4.5mである。その他物揚場及び船揚場がある。防波堤は、全部で7ヵ所あり、総延長4441m（計画6683m）である。その他、最大で4000トン級ケーソンを10函同時に製作できる能力を持つケーソンヤードがある。このヤード面積は82,546.875m2、ドック面積8,624.0m2、ジブクレーンが最大で5基のスペックである。港から日本原燃構内に向かう専用道路が敷設されている。